# President de Guinea Equatorial
El President de Guinea Equatorial és el cap d'estat de la República de Guinea Equatorial.

## Evolució
Malgrat que la Constitució determina la seva elecció cada set anys, el país només ha tingut dos presidents des de la proclamació de la seva independència de l'Estat Espanyol, el 12 d'octubre de 1968: Francisco Macías Nguema i el seu nebot Teodoro Obiang Nguema, que el va enderrocar mitjançant un cop d'Estat el 1979; des de llavors s'ha mantingut al poder. Ambdós marcats per les seves derives dictatorials. Les diverses eleccions que s'ha anat organitzant sempre han estat denunciades per frau. Els partits d'oposició denuncien que les eleccions són fraudulentes i ho consideren un dictador.
A partir del 2021, hi ha un límit de dos mandats per al president a la Constitució de Guinea Equatorial. Cap president encara no ha complert el límit de mandat.

## Llista
- 1.- Francisco Macías Nguema (del 12 d'octubre de 1968 al 3 d'agost de 1979)
- 2.- Teodoro Obiang Nguema (del 3 d'agost de 1979 a l'actualitat)